# Dobropillja
Dobropillja (ukrajinsky Добропілля; rusky Доброполье – Dobropolje) je město v Doněcké oblasti na Ukrajině. Leží v Donbasu zhruba 94 kilometrů na severozápad od správního centra oblasti, Doněcka. V roce 2013 v něm žilo přes 31 tisíc obyvatel.

## Historie
Dobropillja byla založena v roce 1840, městem se stala 8. srpna 1953. Od roku 1966 je správním střediskem rajónu.
Od 19. listopadu 1941 do září 1943 bylo město obsazeno německou armádou.
V roce 2025 bylo město významně poškozeno v důsledku ruské invaze na Ukrajinu.